# Juan II de Mecklemburgo
Juan II de Mecklemburgo (h. 1250 - 12 de octubre de 1299) fue, desde 1264 hasta su muerte, señor de Mecklemburgo.
Fue el hijo más joven de Juan I y Lutgarda de Henneberg (1210-1267), la hija del conde Poppo VII de Henneberg. Después de que su hermano Enrique I fue hecho prisionero durante su peregrinación, asumió la regencia de Mecklemburgo y la tutela de los hijos de Enrique en 1275, junto con su hermano Nicolás III.
En 1283 fue entonces referido como señor de Gadebusch. Probablemente recibió Gadebush como un infantazgo.
Murió el 12 de octubre de 1299 y fue enterrado en la catedral de Doberan.
Tres de sus hijos están documentados:
- Lutgarda, murió después del 2 de agosto de 1353
- Juan, murió joven
- Isabel, murió después de 1352, abadesa de la Abadía de Rehna